# Pririt du Bamenda
Espèce
Statut de conservation UICN

 EN B1ab(i,ii,iii,iv,v) : En danger
Le Pririt du Bamenda (Platysteira laticincta) est une espèce d'oiseaux de la famille des Platysteiridae.